# Анненківщина
«Анненківщина» (рос. «Анненковщина») — радянський драматичний художній фільм 1933 року, знятий режисером Миколою Береснєвим на студії «Союзфільм». Фільм не зберігся.

## Сюжет
Про боротьбу радянських партизанів і Червоної Армії в роки громадянської війни проти білогвардійських банд Анненкова. Роки громадянської війни. Сибір. Озброєний англо-французькими інтервентами отаман Анненков віддає наказ про мобілізацію. Загін білобандитів на чолі з поручиком Перефіріциним направляється в одне із сіл. Але селяни залишаються глухі до закликів поручика. Вони виганяють представників отамана. Більшовик Іван Юдін попереджає односельчан про неминучі репресії. Потрібно йти до партизанів. Батько Івана, Захар Васильович, не хоче розлучатися з клаптиком своєї землі. Коли в село вриваються анненківці, він стає першою їх жертвою: бандити відводять старого з собою, нелюдській розправі піддаються й інші жителі села. Тим часом, Іван Юдін благополучно пробирається до партизанів. Він отримує відповідальне завдання — добути плани отамана Анненкова. Переодягнувшись у форму убитого ним вартового, Іван проникає в штаб білобандитів. Отаман курить опіум. Крізь пелену дурману він бачить усміхнену йому красуню, Ісакіївський собор, Зимовий палац. Юдіну вдається викрасти потрібні йому документи і безперешкодно піти. Отаман, що прокинувся від мрій, помічає зникнення секретних паперів. Партизани переходять в атаку. Серед них старий Юдін, що втік від анненківців. Старий селянин і його син більшовик борються тепер за спільну справу.
Війська регулярної Червоної Армії довершують розгром отамана Анненкова.

## У ролях
- Борис Ліванов — отаман Анненков
- Андрій Кострічкин — Захар Васильович, селянин
- Іван Юдін — Іван Юдін, син Захара
- Василь Бокарєв — син куркуля
- Володимир Гардін — Жаде, головнокомандувач Союзними арміями, генерал
- Володимир Таскін — поручик Перефіріцин
- Лідія Трактіна — дочка Захара
- Касим Мухутдінов — Касим, анненківець
- Каюм Поздняков — полковник Дюран
- Борис Феодос'єв — офіцер
- Микола Кондратьєв — епізод

## Знімальна група
- Режисер — Микола Береснєв
- Сценарист — Микола Береснєв
- Оператор — Олександр Сігаєв
- Композитор — Дмитро Астраданцев
- Художники — Анатолій Арапов, Павло Зальцман